# Шейх Ибрагим Шейх Хасан
Шейх Ибрагим Шейх Хасан «Гурейе» (сомал. Sheekh Ibraahim Xasan Guureeye) — сомалийский политический деятель, председатель исполнительного комитета Ахлю ас-Сунна ва-ль-Джамаа.
В октябре 2014 года вместе с администрацией Ахлю ас-Сунна поддержал захват города Барауэ.
В феврале 2015 года выступил против нападения Сомали на город Гуриэль, Гальгудуд, в связи с неудачными переговорами между Федеральным правительством Сомали и Ахлю ас-Сунна.
Работал министром торговли и промышленности и министром образования Галмудуга. 30 января 2020 года стал вице-президентом Галмудуга.